# Moncton
Pour les articles homonymes, voir Moncton (homonymie).
Moncton (prononcé en français : /mɔŋk.tœn/ ; en anglais : /ˈmʌŋk.tən/), avec ses 79 470 habitants (144 810 dans l'aire urbaine), est la ville la plus peuplée de la province canadienne du Nouveau-Brunswick. Cité officiellement bilingue (comme sa province), Moncton est située à la frontière des deux régions linguistiques du Nouveau-Brunswick, entre le regroupement des comtés majoritairement francophones (l’Acadie) au nord-ouest et le regroupement des comtés majoritairement anglophones au sud. Environ 27 % de la population (21 375 personnes) a le français comme langue maternelle, et 43,6 % sont bilingues (anglais et français).
Située dans la vallée de la rivière Petitcodiac, Moncton se trouve au centre des provinces maritimes. Due à sa localisation centrale et son histoire dans le transport ferroviaire et terrestre, Moncton est souvent surnommée Hub City.

## Toponyme

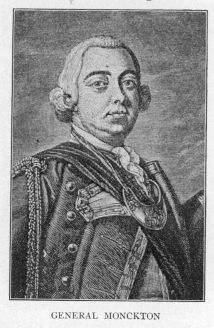
Robert Monckton.

Moncton est nommée ainsi en l'honneur du lieutenant-colonel Robert Monckton (1726-1782), qui captura le fort Beauséjour et participa à la déportation des Acadiens. Ce nom ne fait pas l'unanimité, surtout depuis la fondation de l'Université de Moncton, la principale université acadienne. L'orthographe actuelle est due à une erreur de transcription. En 1930, l'orthographe Monckton fut rétablie mais la forte opposition de la population en eut raison.
La ville porta auparavant les noms de Terre-Rouge puis Bend of Petitcodiac.
Elle porte plusieurs surnoms : Le Coude (The Bend), en référence à son nom historique, ainsi que La Plaque tournante (The Hub), en référence à sa position stratégique.

## Géographie

### Géographie physique

#### Situation
(septembre 2024).

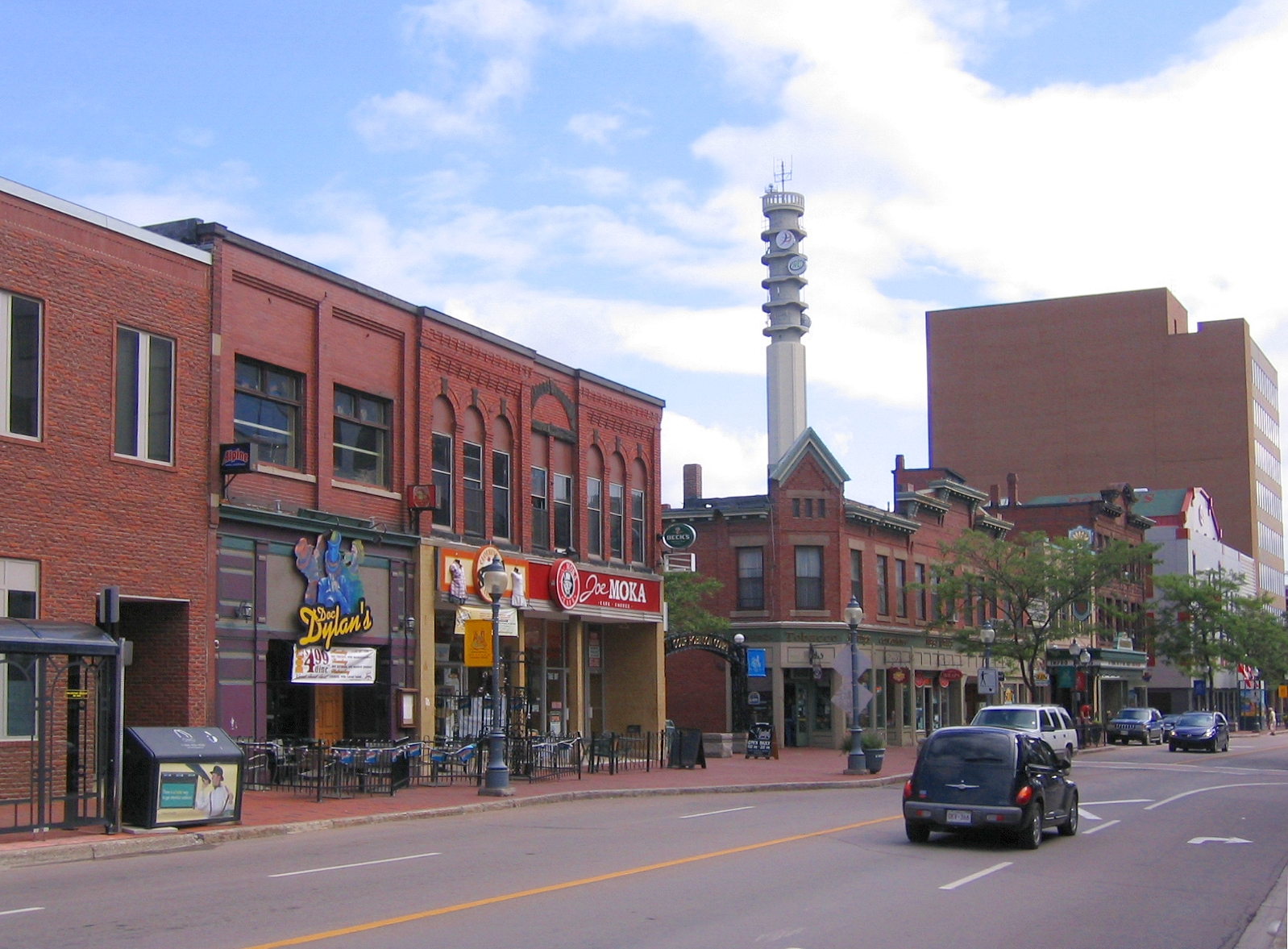
La rue Main, au centre-ville.

Moncton est situé en amont de la région des Trois-Rivières, composée des vallées de la rivière Chipoudy, de la rivière Memramcook et de la rivière Petitcodiac. La ville est située précisément au niveau du Coude, sur la rive gauche (nord) du fleuve. Moncton se trouve à 260 kilomètres de route au nord-nord-ouest d'Halifax, à 164 kilomètres de route au ouest-sud-ouest de Charlottetown (Île-du-Prince-Édouard), à 980 km à l'est de Montréal et à 800 km au nord-est de Boston.
Moncton possède un territoire grossièrement rectangulaire, limitrophe de Dieppe au sud-est, de Riverview au sud, et sur les autres côtés par la Paroisse de Moncton. La cité a une superficie de 141,17 kilomètres carrés.
Moncton est généralement considérée comme faisant partie de l'Acadie.

#### Topographie
La ville est bâtie sur des basses terres au bord du fleuve. Les terres s'élèvent légèrement pendant près de dix kilomètres. Ensuite, un massif de collines dont le principal sommet est le mont Lutes (200 m) s'étend d'est en ouest, au nord de la ville.

#### Hydrographie

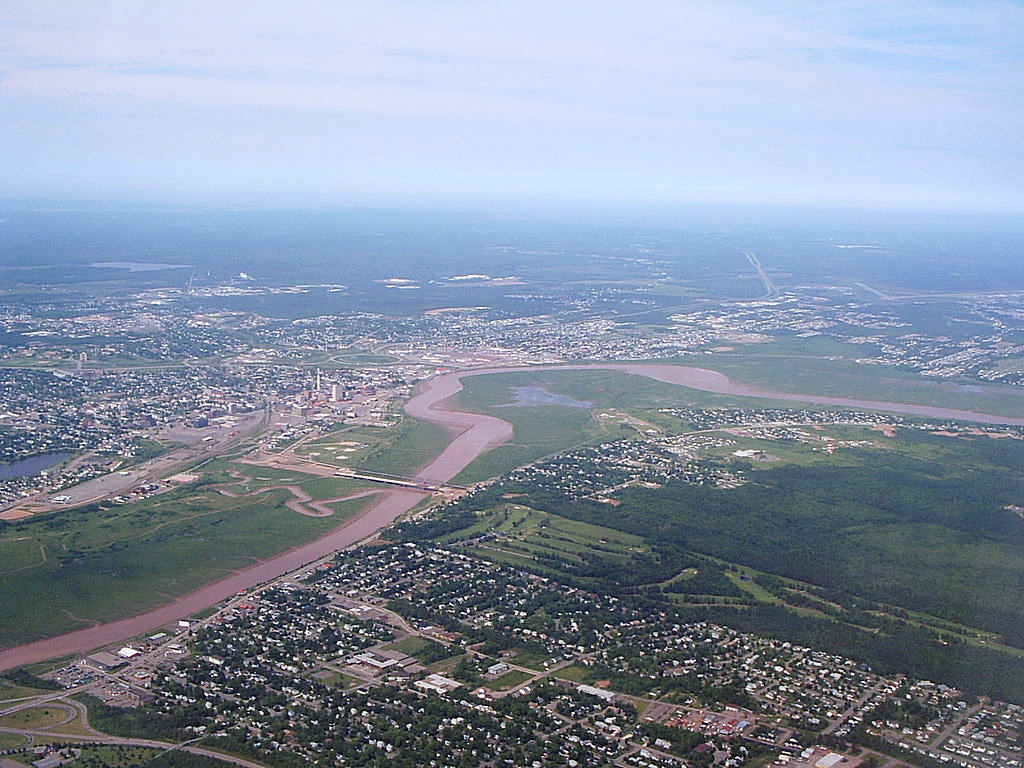
Le Coude.

La rivière Petitcodiac forme la frontière sud de la cité, coulant d'ouest en est en effectuant quelques légères courbes. Au niveau du centre-ville au Coude, le cours d'eau bifurque vers le sud, l'extrémité est, où il tourne sur plus de 90 degrés pour se diriger vers le sud. Le fleuve avait autrefois un important mascaret, qui a presque disparu à partir de 1968 à cause de la construction du pont-chaussée de la rivière Petitcodiac. Celle-ci relie la cité à sa banlieue sud, Riverview. Avant l'ouverture des vannes, le pont-chaussée formait le lac Petitcodiac, alors que le fleuve en aval s'est fortement rétréci à cause de la sédimentation. Le 14 avril 2010, les vannes du pont-chaussée ont été ouvertes dans le cadre d'un plan provincial de restauration de la rivière et le mascaret a regagné de l'amplitude.
Le ruisseau Jonathan prend sa source à Berry Mills, au nord-ouest de la ville, et se dirige vers le sud-est en traversant une région peu habitée. Après un cours long de plus de 15 kilomètres, il se jette en rive gauche du fleuve. Le lac Jones, dans le parc du Centenaire, a été créé près de son embouchure.
Le ruisseau Halls est formé de la confluence du Bras Ouest et du Bras Nord, prenant leurs sources dans les collines au nord de la ville. Le ruisseau traverse une région fortement urbanisée. Sur son cours se trouve un barrage, qui forme le réservoir McLaughlin, un de ceux alimentant la ville en eau potable. Son principal affluent est le ruisseau Humphreys, qui prend sa source dans un marais près de Lakeville et coule vers le sud-ouest avant de se jeter en rive gauche du ruisseau Halls.

#### Géologie
Le sous-sol de Moncton est composé principalement de roches sédimentaires du groupe de Pictou datant du Pennsylvanien (entre 300 et 311 millions d'années).

#### Climat
| Données climatologiques de Moncton                                                                                       | Données climatologiques de Moncton | Données climatologiques de Moncton | Données climatologiques de Moncton | Données climatologiques de Moncton | Données climatologiques de Moncton | Données climatologiques de Moncton | Données climatologiques de Moncton | Données climatologiques de Moncton | Données climatologiques de Moncton | Données climatologiques de Moncton | Données climatologiques de Moncton | Données climatologiques de Moncton | Données climatologiques de Moncton | Données climatologiques de Moncton |
| Température | Température                        | Température                        | Température                        | Température                        | Température                        | Température                        | Température                        | Température                        | Température                        | Température                        | Température                        | Température                        | Température                        | Température                        |
| Mois | Jan                                | Fév                                | Mar                                | Avr                                | Mai                                | Jui                                | Jui                                | Aoû                                | Sep                                | Oct                                | Nov                                | Déc                                |                                    | Moyenne                            |
| --- | ---------------------------------- | ---------------------------------- | ---------------------------------- | ---------------------------------- | ---------------------------------- | ---------------------------------- | ---------------------------------- | ---------------------------------- | ---------------------------------- | ---------------------------------- | ---------------------------------- | ---------------------------------- | ---------------------------------- | ---------------------------------- |
| Maximum extrême (°C) | 16                                 | 15                                 | 19                                 | 28                                 | 34                                 | 34                                 | 36                                 | 37                                 | 33                                 | 26                                 | 23                                 | 18                                 |                                    |                                    |
| Maximum quotidien (°C)                                                                                                   | -4                                 | -3                                 | 2                                  | 8                                  | 16                                 | 21                                 | 24                                 | 24                                 | 19                                 | 12                                 | 6                                  | -1                                 |                                    | 10,4                               |
| Moyenne (°C) | -9                                 | -8                                 | -3                                 | 3                                  | 10                                 | 15                                 | 19                                 | 18                                 | 13                                 | 7                                  | 1                                  | -6                                 |                                    | 5,1                                |
| Minimum quotidien (°C)                                                                                                   | -14                                | -13                                | -8                                 | -2                                 | 4                                  | 9                                  | 13                                 | 12                                 | 7                                  | 2                                  | -3                                 | -10                                |                                    | -0.3                               |
| Minimum extrême (°C) | -32                                | -32                                | -27                                | -16                                | -6                                 | -2                                 | 1                                  | 1                                  | -3                                 | -1                                 | -17                                | -29                                |                                    |                                    |
| Précipitations et heures d'ensoleillement                                                                                |                                    |                                    |                                    |                                    |                                    |                                    |                                    |                                    |                                    |                                    |                                    |                                    |                                    |                                    |
| Mois | Jan                                | Fév                                | Mar                                | Avr                                | Mai                                | Jui                                | Jui                                | Aoû                                | Sep                                | Oct                                | Nov                                | Déc                                |                                    | Total                              |
| Total mm | 109                                | 81                                 | 103                                | 90                                 | 99                                 | 94                                 | 100                                | 76                                 | 92                                 | 100                                | 97                                 | 106                                |                                    | 1144                               |
| Pluie (mm) | 42                                 | 28                                 | 42                                 | 58                                 | 93                                 | 94                                 | 100                                | 76                                 | 92                                 | 96                                 | 77                                 | 52                                 |                                    | 849                                |
| Chutes de neige (cm) | 67                                 | 53                                 | 61                                 | 32                                 | 5                                  | 0                                  | 0                                  | 0                                  | 0                                  | 4                                  | 20                                 | 54                                 |                                    | 295                                |
| Heures d'ensoleilement                                                                                                   | 115                                | 124                                | 139                                | 158                                | 205                                | 229                                | 248                                | 244                                | 167                                | 142                                | 103                                | 95                                 |                                    | 1971                               |
| Données recueillies à l'aéroport international du Grand Moncton par Environnement Canada. Données allant de 1971 à 2000. |                                    |                                    |                                    |                                    |                                    |                                    |                                    |                                    |                                    |                                    |                                    |                                    |                                    |                                    |

| Mois                                  | jan.       | fév.       | mars       | avril      | mai       | juin      | jui.      | août      | sep.      | oct.      | nov.       | déc.       | année          |
| ------------------------------------- | ---------- | ---------- | ---------- | ---------- | --------- | --------- | --------- | --------- | --------- | --------- | ---------- | ---------- | -------------- |
| Température minimale moyenne (°C)     | −13,1      | −12,2      | −7,2       | −0,7       | 4,9       | 10        | 13,7      | 13,2      | 8,9       | 3,3       | −1,5       | −8,4       | 0,9            |
| Température moyenne (°C)              | −8,2       | −7         | −2,3       | 4,2        | 10,7      | 16        | 19,5      | 19        | 14,5      | 8,3       | 2,5        | −4,3       | 6,1            |
| Température maximale moyenne (°C)     | −3,2       | −1,7       | 2,7        | 9          | 16,5      | 21,9      | 25,3      | 24,7      | 20        | 13,2      | 6,4        | −0,1       | 11,2           |
| Record de froid (°C) date du record   | −36,7 1957 | −37,8 1948 | −31,7 1938 | −17,8 1969 | −7,2 1945 | −3,9 1914 | 0 1946    | −1,1 1947 | −6,1 1947 | −9,4 1930 | −21,1 1946 | −34,4 1943 | −37,8 5/2/1948 |
| Record de chaleur (°C) date du record | 17,2 1930  | 18 1994    | 26,1 2012  | 29 2004    | 34,5 1992 | 34,4 1944 | 36,1 1949 | 37,8 1935 | 35 2010   | 28,3 1930 | 23 1982    | 18,3 1902  | 37,8 19/8/1935 |
| Précipitations (mm)                   | 97,7       | 84         | 105,9      | 92         | 101,7     | 88        | 84,8      | 76,6      | 93,7      | 105,9     | 93,8       | 100        | 1 124          |
| dont neige (cm)                       | 67,4       | 53,8       | 58,5       | 28,5       | 4,9       | 0         | 0         | 0         | 0         | 1,3       | 16,7       | 50,8       | 282            |
| Nombre de jours avec précipitations   | 14,6       | 11,8       | 13,6       | 14,2       | 14,8      | 13,4      | 12,5      | 10,9      | 11,4      | 13,1      | 15,3       | 15,3       | 160,8          |
| Nombre de jours avec neige            | 11,7       | 9,1        | 8,7        | 5,2        | 0,75      | 0         | 0         | 0         | 0         | 0,36      | 4,3        | 10,1       | 50,1           |

| Diagramme climatique                                  |             |              |         |              |          |              |              |           |              |             |             |
| J                                                     | F           | M            | A       | M            | J        | J            | A            | S         | O            | N           | D           |
| −3,2−13,197,7                                         | −1,7−12,284 | 2,7−7,2105,9 | 9−0,792 | 16,54,9101,7 | 21,91088 | 25,313,784,8 | 24,713,276,6 | 208,993,7 | 13,23,3105,9 | 6,4−1,593,8 | −0,1−8,4100 |
| Moyennes : • Temp. maxi et mini °C • Précipitation mm |             |              |         |              |          |              |              |           |              |             |             |

| Mois                                  | jan.       | fév.       | mars       | avril      | mai       | juin      | jui.      | août      | sep.      | oct.      | nov.       | déc.      | année           |
| ------------------------------------- | ---------- | ---------- | ---------- | ---------- | --------- | --------- | --------- | --------- | --------- | --------- | ---------- | --------- | --------------- |
| Température minimale moyenne (°C)     | −14        | −12,7      | −7,8       | −1,4       | 4         | 9,1       | 12,9      | 12,2      | 7,7       | 2,3       | −2,4       | −9,4      | 0,1             |
| Température moyenne (°C)              | −8,9       | −7,6       | −2,9       | 3,5        | 10        | 15,2      | 18,8      | 18,2      | 13,6      | 7,6       | 1,9        | −4,8      | 5,4             |
| Température maximale moyenne (°C)     | −3,7       | −2,4       | 2          | 8,5        | 16        | 21,2      | 24,7      | 24        | 19,5      | 12,8      | 6,1        | −0,2      | 10,7            |
| Record de froid (°C) date du record   | −32,2 1957 | −31,7 1962 | −27,4 1989 | −16,1 1969 | −6,1 1945 | −2,1 1978 | 1,2 2000  | 0,6 1965  | −3,3 1947 | −10 1944  | −17,4 1978 | −29 1989  | −32,2 14/1/1957 |
| Record de chaleur (°C) date du record | 16,1 1999  | 15,3 1994  | 26,1 2012  | 28,5 2004  | 34,2 1977 | 34,4 1944 | 35,6 1949 | 37,2 1944 | 34,1 2010 | 26,9 2011 | 22,9 1982  | 17,8 1966 | 37,2 12/8/1944  |
| Ensoleillement (h)                    | 116,2      | 124,3      | 139,9      | 165,6      | 207,5     | 232,8     | 256,3     | 241,1     | 173,3     | 149,4     | 95,1       | 101,1     | 2 002,2         |
| Précipitations (mm)                   | 103,3      | 90,9       | 115,6      | 97,6       | 96,9      | 94,6      | 92,1      | 80,8      | 93,5      | 113,4     | 107,2      | 114,4     | 1 200,4         |
| dont neige (cm)                       | 78,1       | 64,7       | 64,5       | 31,2       | 3,8       | 0         | 0         | 0         | 0         | 1,2       | 19,4       | 62,4      | 325,3           |
| Nombre de jours avec précipitations   | 16,6       | 13,7       | 14,7       | 15,3       | 15,6      | 15,1      | 14,1      | 12,2      | 11,7      | 13,8      | 16,9       | 16,5      | 175,5           |
| Nombre de jours avec neige            | 14,2       | 12         | 10,9       | 6,5        | 0,9       | 0         | 0         | 0         | 0         | 0,41      | 5,5        | 12,3      | 62,7            |

| Diagramme climatique                                  |               |            |             |         |             |              |            |             |              |              |               |
| J                                                     | F             | M          | A           | M       | J           | J            | A          | S           | O            | N            | D             |
| −3,7−14103,3                                          | −2,4−12,790,9 | 2−7,8115,6 | 8,5−1,497,6 | 16496,9 | 21,29,194,6 | 24,712,992,1 | 2412,280,8 | 19,57,793,5 | 12,82,3113,4 | 6,1−2,4107,2 | −0,2−9,4114,4 |
| Moyennes : • Temp. maxi et mini °C • Précipitation mm |               |            |             |         |             |              |            |             |              |              |               |

### Géographie humaine

#### Transports
|  | numéro |
|  | ------ |
|  | 2      |
|  | 15     |
|  | 106    |
|  | 112    |
|  | 114    |
|  | 115    |
|  | 132    |
|  | 134    |

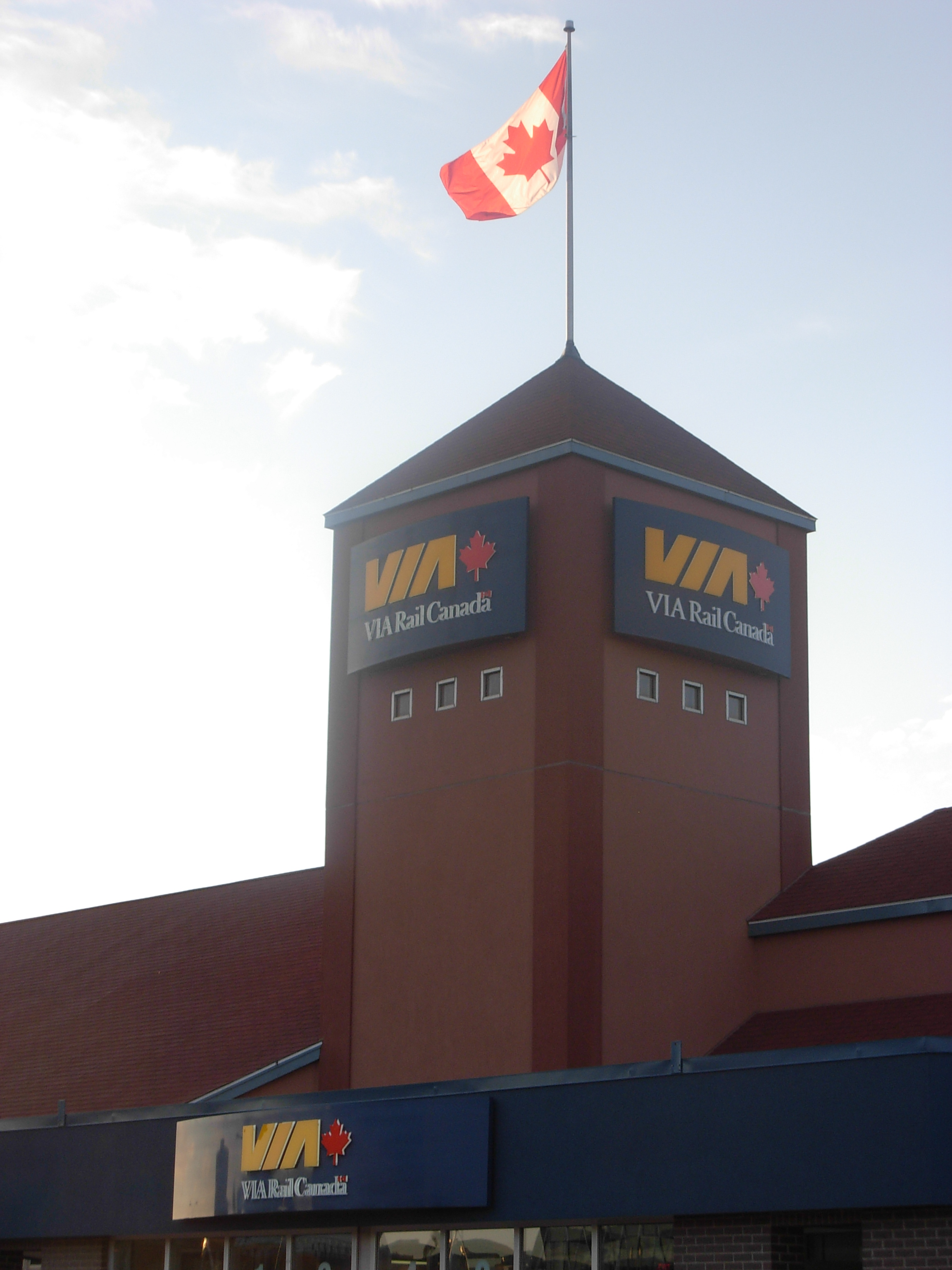
La gare de Moncton

Moncton est depuis longtemps la plaque tournante du transport des Provinces maritimes. En effet, la ville est un passage presque obligé pour se rendre vers l'Île-du-Prince-Édouard ou la Nouvelle-Écosse.
Malgré des coupures de service au cours des deux dernières décennies, la gare de Moncton offre toujours un service de Via Rail Canada, soit le train L'Océan, vers le Québec et la Nouvelle-Écosse.
Moncton est desservi par l'aéroport international du Grand Moncton (code IATA : YQM • code OACI : CYQM), agrandi en 1999. C'est le 2 novembre 1939 qu'est arrivé le premier vol de Trans Canada Airlines (Air Canada) dans les Maritimes, à l’aérogare de Moncton.
Plusieurs autobus interurbains desservent la ville. Le service d'autobus local est offert par la compagnie publique Codiac.

##### Routes
La Route Transcanadienne, la route 2 du Nouveau-Brunswick, passe au nord de la ville. Les sorties 446 (route 128, Berry Mills Rd.), 450 (route 126, chemin Mountain), 452 (Gorge Rd.), 454 (Mapleton Rd), 459 (route 115, Promenade Elmwood), 462 (boulevard Harriesville), 465 (route 134, chemin Shédiac) et 467 (route 15) permettent de connecter la route 2 aux divers quartiers de la ville. Elle possède quatre voies (deux voies dans chaque direction) lorsqu'elle passe au nord de la ville. 
La route 15 agit comme route de contournement de la ville. Elle est nommée le boulevard Wheeler, et un boulevard urbain sur une petite portion, au nord du centre-ville. Les principales artères de la ville sont les chemins et rues Main, Saint-George, Mountain, Killam, Connaught, Shédiac, Vaughan Harvey et Botsford .

#### Morphologie urbaine
Moncton fait partie d'une agglomération plus importante, le Grand Moncton, formé de Dieppe au sud-est, de Riverview au sud et de quelques communautés de la paroisse de Moncton comme Irishtown et Lakeville. Dieppe est une ville comptant de nombreuses industries, commerces et institutions, alors que Riverview est plutôt résidentielle.
Une rocade formée par la route 15 ainsi que le boulevard Wheeler et la rue Main enferme les principaux quartiers. Le chemin de Mountain s'étend vers le nord-ouest jusqu'au mont Lutes. Au-delà de la rocade se trouve Hildegarde, un quartier résidentiel, puis la Côte-Magnétique, un quartier mixte comptant entre autres le parc d'attractions Magic Mountain (en). Après le centre-ville, la rue Principale traverse un quartier résidentiel. Au-delà de la rocade, la voie prend le nom de chemin Salisbury et traverse Allison, un secteur rural, avant de rejoindre le village de Salisbury.
Au nord-du centre-ville, plusieurs rues dont le chemin Lewisville traversent la vallée du ruisseau Halls. À partir de ce chemin, la rue McLaughlin et la promenade Elmwood s'étendent vers le mont Lutes. Au long de la promenade se trouvent successivement Humphreys Mills, Humphreys puis, au-delà de la route 2, Pinetree, un important quartier de maisons mobiles. Près du début de la promenade Elmwood, la rue McLaughlin bifurque légèrement vers l'ouest et le long de celle-ci se trouve le quartier de Victoria Gardens puis, au-delà de l'autoroute 2, Cherryfield. Plus en amont du ruisseau Halls, l'Université de Moncton occupe le sommet d'une colline. Encore plus en amont se trouve Mappleton.
Le chemin Lewisville et la route 15 continuent leur route vers l'est, reliant le quartier de Lewisville et au sud de celui-ci la cité de Dieppe. À l'ouest de Lewisville, le long du chemin de Shédiac, se trouve le quartier de Harrisville.
Il y a également quelques hameaux situés un peu partout en région rurale.

## Héraldique

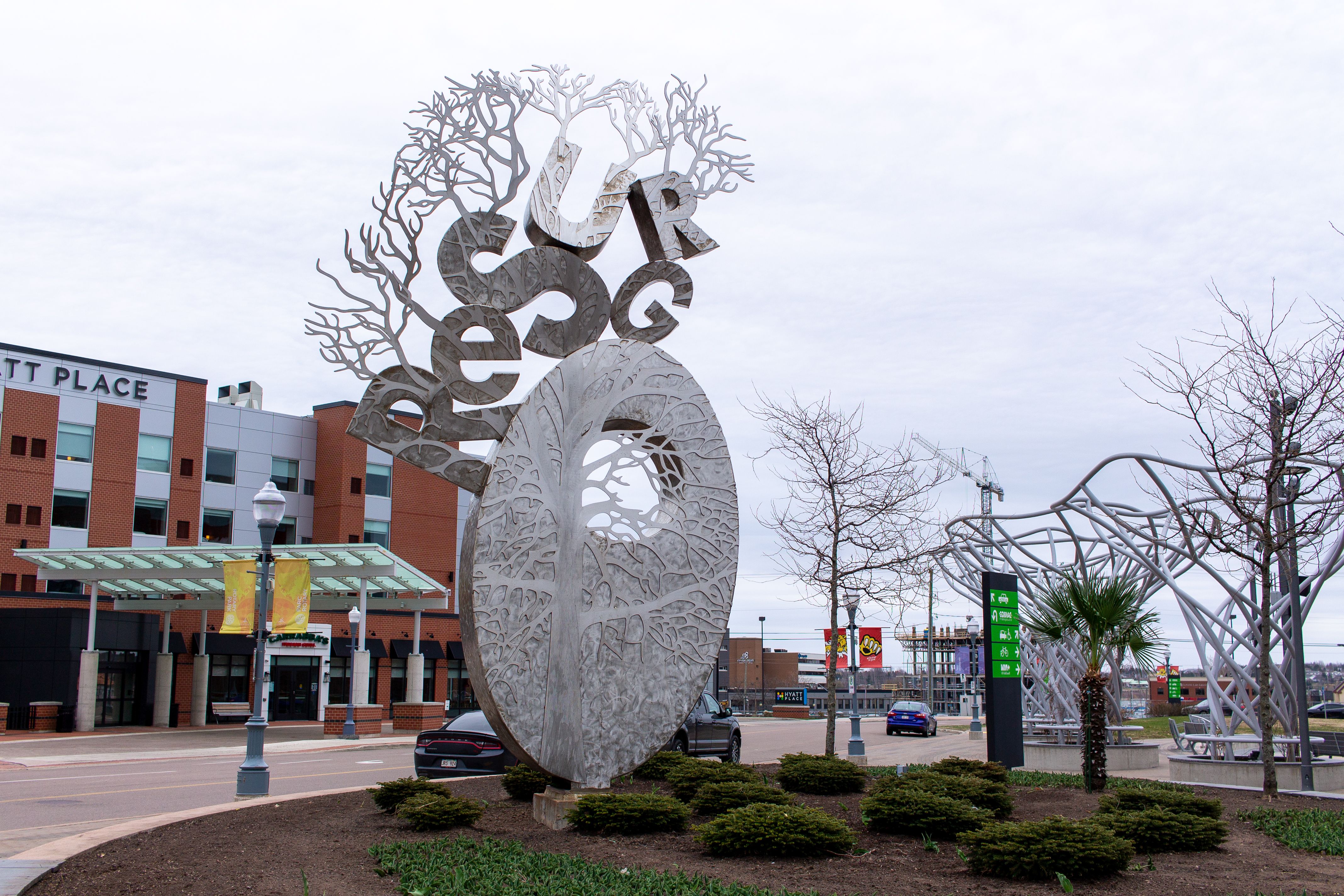
La sculpture de Resurgo au centre-ville de Moncton, au Nouveau-Brunswick.

Les armoiries municipales illustrent l'héritage ferroviaire, industriel et agricole de Moncton, ainsi que le mascaret de la rivière Petitcodiac. La devise de Moncton est Resurgo, une expression latine qui signifie « Je me relève » ou « Je renais ». Elle est adoptée en 1875 lors de la deuxième incorporation de Moncton en tant que ville.

## Histoire
Royaume de France (1670-1674)

 Provinces-Unies (1674-1677)

 Royaume de France (1677-1690)

 Royaume d'Angleterre (1690-1692)

 Royaume de France (1692-1763)

 Royaume de Grande-Bretagne (1763-1801)

 Royaume-Uni de Grande-Bretagne et d'Irlande (1801-1867)

Moncton est située dans le territoire historique des Micmacs, plus précisément dans le district de Sigenigteoag, qui comprend l'actuelle côte Est du Nouveau-Brunswick, jusqu'à la baie de Fundy. La tradition orale soutient qu'il y a un camp au ruisseau Halls, probablement près du centre-ville.
Moncton est fondée par des Acadiens dans les années 1670. Le village s'appelle Le Coude, mais est aussi connu sous le nom de Terre-Rouge ou de La Chapelle. Le fort Beauséjour est pris en 1755 par les forces britanniques commandées par Robert Monckton. Après la déportation des Acadiens, des colons allemands de Pennsylvanie s'établissent au Coude, qu'ils traduisent en The Bend.
La construction d'un chantier naval par George et Joseph Salter, en 1849, marque un point tournant dans l'histoire économique de la ville. Dès l'année suivante, l'augmentation du trafic maritime fait du Coude un port d'entrée. The Bend est constitué en municipalité en 1855, sous le nom actuel de Moncton, alors que Joseph Salter devient son premier maire. La même année, la banque Westmorland est la première à ouvrir ses portes. Le déclin de la construction des navires en bois provoque la faillite de la banque et de l'économie locale; la ville perd son statut en 1862.

En 1867, a lieu l'établissement de la Confédération canadienne. Le chemin de fer Intercolonial, construit en 1871, implante un atelier et son quartier général en ville. Profitant de cette nouvelle prospérité, Moncton est à nouveau constituée en 1875. Elle devient finalement une cité le 23 avril 1890. La filature Moncton Cotton ainsi que les moulins Humphrey créent de nombreux emplois alors que le nombre de femmes au travail augmente. Les Acadiens migrent de plus en plus vers la ville mais restent défavorisés face aux anglophones ; plusieurs arrivent par contre à ouvrir de petits commerces. La Moncton Gas, Light and Water Company alimente la ville en gaz de houille à partir des années 1880. Elle produit de l'électricité dès 1886, grâce à une dynamo installée à la raffinerie de sucre J.C. Harris. La demande grandissante nécessite la construction d'une centrale électrique sur la rue Mechanic en 1887. L'école secondaire Aberdeen est inaugurée en 1898 ; c'est la première école secondaire de la ville.

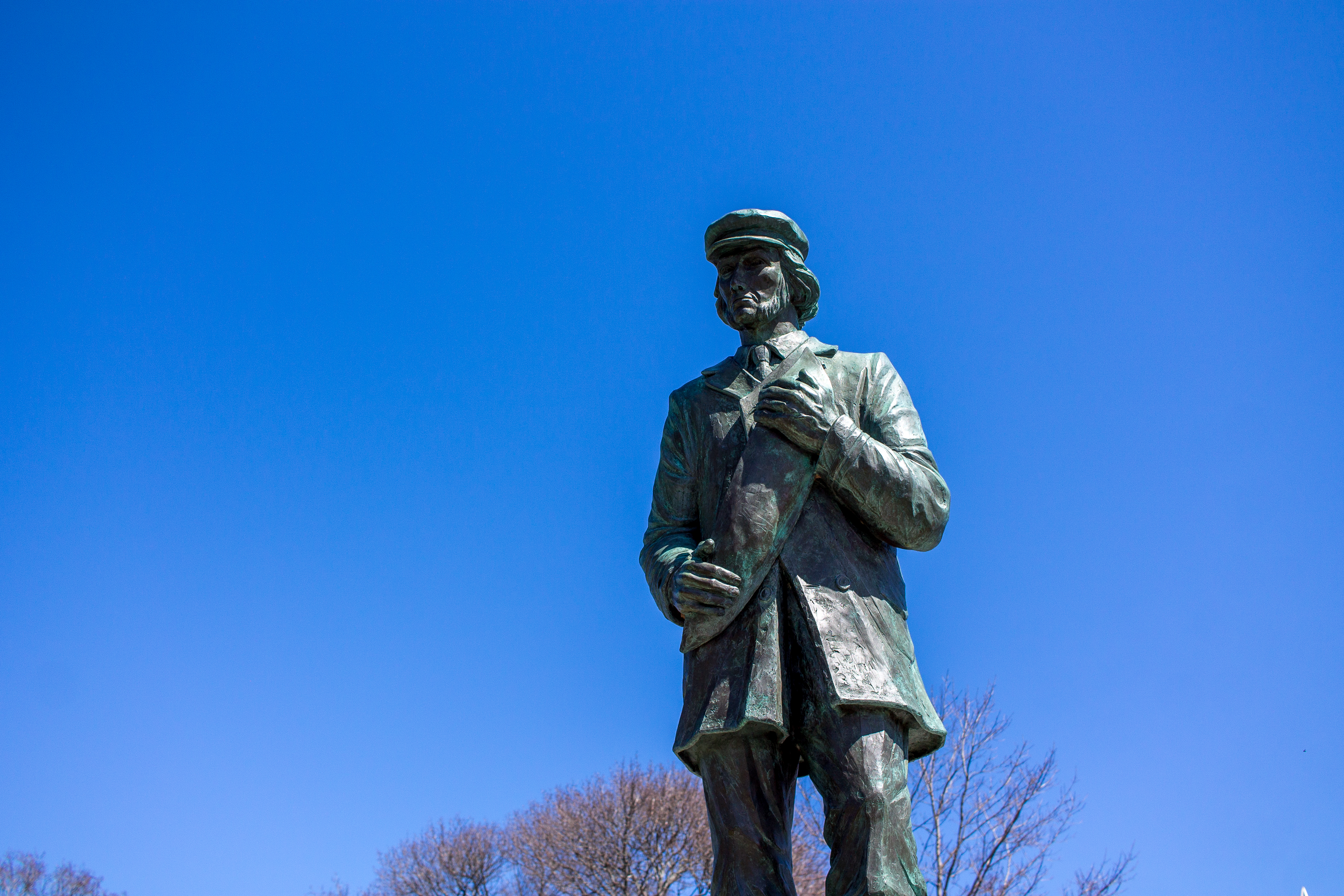
Statue de Joseph Salter au parc du Mascaret à Moncton.

La cité s'agrandit par le biais d'annexions : Georgetown le 20 avril 1912, Newton Heights le 1er avril 1950, Sunny Brae le 1er janvier 1955, Parkton le 1er janvier 1956, puis Lewisville, Magnetic Hill et l'agglomération de la route de Salisbury le 9 juillet 1973.
L'implantation de paroisses francophones en milieu mixte pose un problème et Moncton n'en a une qu'en 1914. L'école secondaire Aberdeen est reconstruite après un incendie en 1916.
La Commission d'énergie électrique du Nouveau-Brunswick installe en 1922 une ligne électrique acheminant l'électricité de la centrale de la rivière Musquash. L'aréna Sunny Brae est inauguré en 1922 mais est détruit dans un incendie faisant un mort en 1928. La IXe Convention nationale acadienne a lieu en 1927 à Moncton.
En 1934, la Mutuelle de l'Assomption, prenant le relais de la Société nationale de l'Assomption, incite les Acadiens à exiger des services en français dans le commerce ; l'English Speaking League réplique en boycottant toute présence du français, causant de nombreux congédiements. L'école secondaire de Moncton ouvre ses portes en 1935.
La cathédrale Notre-Dame-de-l'Assomption est inaugurée en 1940. La Caisse populaire de Moncton est fondée en 1941 et la Caisse populaire L'Assomption est fondée en 1944. L'école Saint-Henri et l'école Beaverbrook ouvrent leurs portes en 1949,.

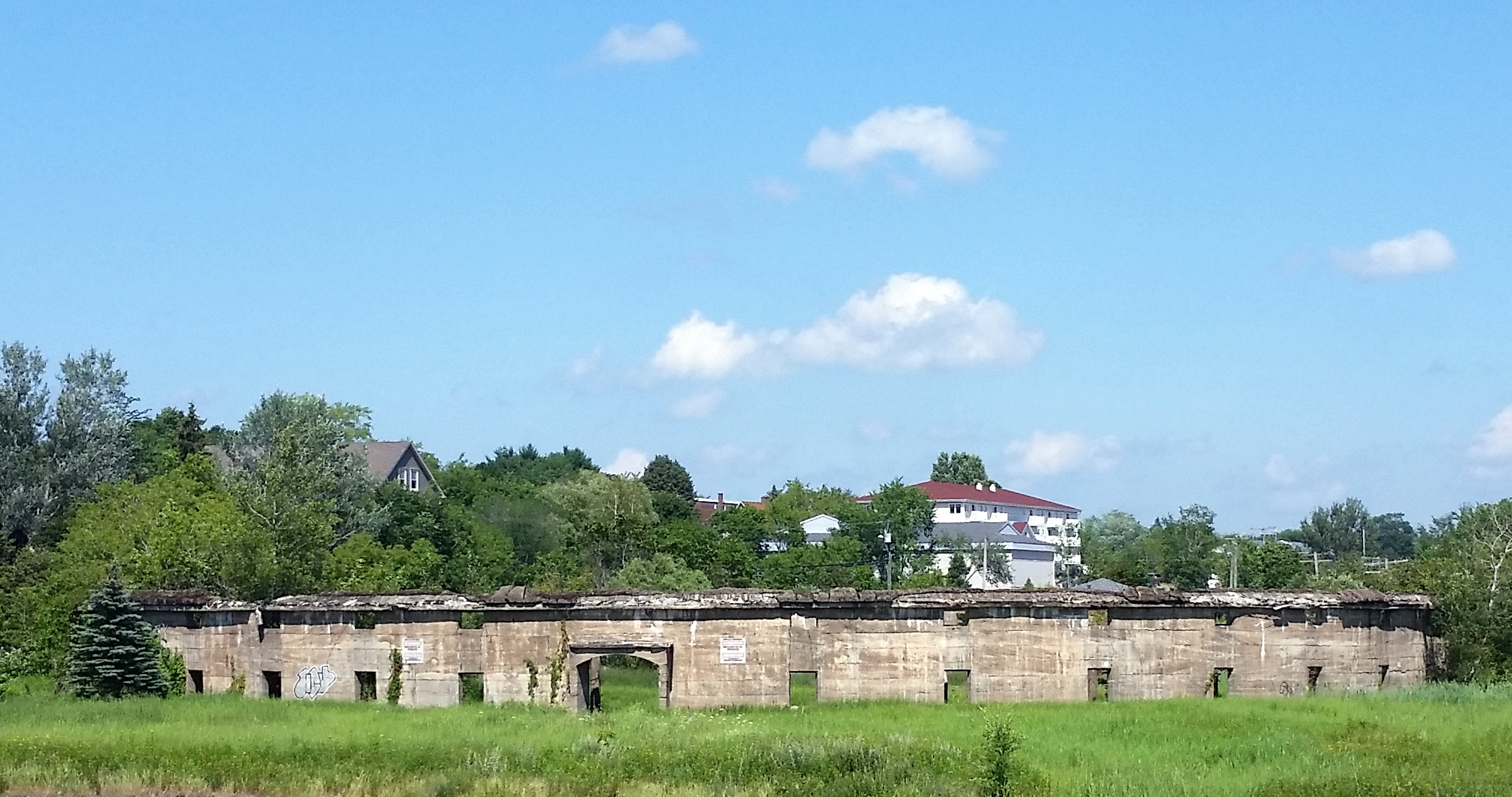
Les ruines de l'aréna Sunny Brae.

Le zoo de la Côte-Magnétique est inauguré en 1953. L'école Queen Elisabeth est inaugurée la même année. L'école Sainte-Bernadette et l'école Hillcrest ouvrent leurs portes en 1954,. Les travaux de l'école intermédiaire Sunny Brae sont terminés en 1956. Les cours commencent à l'école Bessborough en 1958.
L'école Harisson Trimble accueille ses premiers élèves en 1961. L'Université de Moncton est fondée en 1963. L'école Birchmount et l'école Forest Glen sont inaugurées en 1965. Le centre commercial Highfield Square, le premier centre commercial abrité en ville, ouvre ses portes en 1969.
Les années 1970 et 1980 sont une période difficile pour l'économie monctonienne : des employeurs majeurs comme le catalogue Eaton, les ateliers du CN et la base militaire ferment leurs portes, faisant perdre des milliers d'emplois. L'école secondaire Aberdeen est abandonnée à la fin des années 1970. L'école secondaire Bernice MacNaughton est toutefois inaugurée en 1975. Moncton accueille la Ier finale des Jeux de l'Acadie en 1979 puis la IIe finale en 1980. L'école intermédiaire Lewisville est inaugurée la même année. L'école Arnold H. McLeod ouvre ses portes en 1983. Le Centre culturel Aberdeen ouvre ses portes en 1986, dans l'ancienne école Aberdeen. L'école Edith Cavell et l'école Magnetic Hill ouvrent leur portes en 1988.
La diversification économique du début des années 1990 dans les technologies de l'information, plus particulièrement les centres d'appel, profite de la main d'œuvre bilingue. La croissance se maintient dans tous les secteurs, créant plus d'emplois que ceux perdus lors de la fermeture des ateliers du CN, une situation qualifiée du « Miracle de Moncton ». L'école Essex ferme ses  portes vers 1995 et ses élèves sont transférés à l'école Saint-Henri et à l'école Champlain, inaugurée en 1995. L'école Evergeen Park accueille ses premiers élèves en 1996. La ville organise la XIXe finale des Jeux de l'Acadie en 1998. Les caisses populaires de Moncton et L'Assomption fusionnent en 1999 pour former la Caisse populaire Moncton-Beauséjour, qui fusionne avec celle de Fredericton en 2002 pour former la Caisse populaire Beauséjour.
La croissance de la ville se poursuit et est favorisée par l'organisation d'événements d'envergure comme le huitième sommet de la francophonie en 1999, un méga-spectacle des Rolling Stones en 2005, la Coupe Memorial en 2006 et les Championnats du monde juniors d'athlétisme en 2010. L'ouverture en 2002 du nouveau terminal de l'aéroport international du Grand Moncton n'est pas non plus étrangère à cette croissance. L'année 2002 est un moment important pour la communauté acadienne grandissante, puisque Moncton devient la première ville officiellement bilingue au pays. La ville doit d'ailleurs s'adapter à l'augmentation de sa population. Les ateliers du CN, démolis en 1988, laissent place à des installations sportives. Le nouveau pont de Gunningsville est inauguré en 2005. L'école Beauséjour et l'école Vanier sont fermées la même année et sont remplacées par les nouvelles écoles Le Mascaret et L'Odyssée. L'Université Crandall emménage dans un nouveau campus en 2008. Le Casino Nouveau-Brunswick est inauguré en 2010. L'école Northrup frye ouvre ses portes la même année. Le centre commercial Highfield Square ferme ses portes en 2012; le futur Colisée pourrait y prendre place. L'école Le Sommet est inaugurée en 2014.
Une fusillade a lieu le 4 juin 2014, faisant trois morts et deux blessés chez les policiers ; un quartier doit être bouclé durant 28 heures pour permettre l'arrestation du tireur, Justin Bourque.
De ce fait, en 2021, la ville de Moncton a été déclarée comme la troisième ville détenant le plus haut taux de criminalité au Canada.
Le 1er janvier 2023, lors de la réforme municipale du Nouveau-Brunswick, une partie du district de services locaux (DSL) de la paroisse de Moncton est fusionné à la cité.

## Démographie
La cité comptait 69 074 habitants en 2011, soit une hausse de 7,7 % en 5 ans.
Il y a en tout 27 680 ménages dont 18 080 familles. Les ménages comptent en moyenne 2,3 personnes tandis que les familles comptent en moyenne 2,7 personnes. Les ménages sont composés de couples avec enfants dans 21,9 % des cas, de couples sans enfants dans 30,1 % des cas et de personnes seules dans 29,4 % des cas alors que 18,6 % des ménages entrent dans la catégorie autres (familles monoparentales, colocataires, etc.). 63,7 % des familles comptent un couple marié, 18,2 % comptent un couple en union libre et 18,1 % sont monoparentales. Dans ces dernières, une femme est le parent dans 82,7 % des cas. L'âge médian est de 39,1 ans, comparativement à 41,5 ans pour la province. 85,3 % de la population est âgée de plus de 15 ans, comparativement à 83,8 % pour la province. Les femmes représentent 52,4 % de la population, comparativement à 51,3 % pour la province. Chez les plus de 15 ans, 38,0 % sont célibataires, 42,7 % sont mariés, 4,1 % sont séparés, 8,1 % sont divorcés et 6,5 % sont veufs. De plus, 11,9 % vivent en union libre.
| 1986   | 1991   | 1996   | 2001   | 2006   | 2011   | 2016   | - |
| ------ | ------ | ------ | ------ | ------ | ------ | ------ | - |
| 55 468 | 56 823 | 59 313 | 61 046 | 64 128 | 69 074 | 71 889 | - |

Les autochtones représentent 1,0 % de la population et 2,8 % des habitants font partie d'une minorité visible. Les immigrants représentent 3,7 % de la population et 0,4 % des habitants sont résidents permanents 0,4 %. 1,7 % des habitants ne sont pas citoyens du Canada et 89,6 % des habitants âgés de plus de 15 ans sont issus de familles établies au Canada depuis trois générations ou plus. En date du 16 mai 2006, 81,0 % des gens avaient la même adresse depuis au moins un an alors que 12,2 % habitaient auparavant ailleurs dans la même ville, que 4,2 % habitaient ailleurs dans la province, que 2,3 % habitaient ailleurs au pays et que 0,3 % habitaient ailleurs dans le monde. À la même date, 51,6 % des gens avaient la même adresse depuis au moins cinq ans alors que 28,1 % habitaient auparavant ailleurs dans la même ville, que 11,5 % habitaient ailleurs dans la province, que 7,4 % habitaient ailleurs au pays et que 1,4 % habitaient ailleurs dans le monde.
La langue maternelle est le français chez 33,0 % des habitants, l'anglais chez 63,1 % et les deux langues chez 1,1 % alors que 2,8 % sont allophones. Les deux langues officielles sont comprises par 48,1 % de la population alors que 3,4 % des habitants sont unilingues francophones, que 48,4 % sont unilingues anglophones et que 0,1 % ne connaissent ni l'anglais ni le français. Le français est parlé à la maison par 26,1 % des gens, l'anglais par 71,6 %, les deux langues officielles par 1,0 %, le français et une langue non officielle par 0,2 %, l'anglais et une langue non officielle par 0,2 % et une langue non officielle seule par 1,2 %. Le français est utilisé au travail par 15,4 % des employés et l'anglais par 79,9 % alors que 4,6 % des employés utilisent les deux langues officielles, que 0,0 % utilisent le français et une langue non officielle, que moins de 0,1 % utilisent l'anglais et une langue non officielle et que moins de 0,1 % utilisent une langue non officielle seulement.
Le diagramme suivant montre la progression du français et d'autres langues à Moncton depuis 1996 :
| Évolution des langues maternelles (en %) | Légende                                                         |
| ---------------------------------------- | --------------------------------------------------------------- |
|                                          | - Anglais - Français - Anglais et français - Autre(s) langue(s) |
| Sources,:                                |                                                                 |

Chez les plus de 15 ans, 22,9 % n'ont aucun certificat, diplôme ou grade, 27,4 % ont uniquement un diplôme d'études secondaires ou l'équivalent et 49,7 % détiennent aussi un certificat, un diplôme ou un grade post-secondaire; par comparaison, ces taux s'élèvent à 29,4 %, 26,0 % et 44,6 % au provincial. Parmi la même tranche d'âge, 9,0 % des gens possèdent un diplôme d'un programme d'un an au CCNB ou l'équivalent, 20,3 % détiennent un diplôme d'un programme de trois ans au CCNB ou l'équivalent, 3,3 % ont un diplôme ou un certificat universitaire inférieur au baccalauréat et 17,1 % ont un certificat, un diplôme ou un grade universitaire plus élevé. Parmi ces diplômés, 7,6 % sont formés en enseignement, 2,4 % en arts ou en communications, 4,5 % en sciences humaines, 7,9 % en sciences sociales ou en droit, 27,3 % en commerce, en gestion ou en administration, 2,7 % en sciences et technologies, 5,2 % en mathématiques ou en informatique, 18,0 % en architecture, en génie ou dans des domaines connexes, 0,9 % en agriculture, en ressources naturelles ou en conservation, 14,5 % en santé, parcs, récréation ou conditionnement physique, 8,8 % en services personnels, de protection ou de transport et 0,1 % dans d'autres domaines. Les diplômés post-secondaires ont terminé leurs études à l'extérieur du pays dans 3,7 % des cas.
Le Grand Moncton a connu un ralentissement de la croissance de sa population entre 2011 et 2016. Celle-ci a crû par 4,0 % au courant de cette période, alors que la croissance de l'aire métropolitaine était de 9,7 % lors des cinq années précédentes.

## Économie
(septembre 2024).

### Travail et revenu
Le recensement de 2006 de Statistique Canada fournit aussi des données sur l'économie. Chez les habitants âgés de plus de 15 ans, le taux d'activité était alors de 66,7 %, le taux d'emploi était de 62,4 % et le taux de chômage était de 6,5 %; à titre de comparaison, ceux de la province étaient respectivement de 63,7 %, 57,3 % et 10,0 %.
Parmi la population en âge de travailler, 38 345 personnes ont déclaré des gains et 51 790 ont déclaré un revenu en 2005. 90,4 % avaient aussi déclaré des heures de travail non rémunérées. Le revenu médian s'élevait alors à 23 099 $ avant et à 20 847 $ après impôt, comparativement à la moyenne provinciale de 22 000 $ avant et 20 063 $ après impôt ; les femmes gagnaient en moyenne 2 785 $ de moins que les hommes après impôt, soit 18 062 $. En moyenne, 73,7 % du revenu provenait de gains, 13,0 % de transferts gouvernementaux et 13,3 % d'autres sources. 13,9 % de toutes les personnes dans les ménages avaient un faible revenu après impôt, une proportion montant à 16,4 % pour les moins de 18 ans.
Parmi la population active occupée, 5,0 % des gens travaillaient à domicile, 0,1 % travaillaient ailleurs dans le monde, 8,4 % étaient sans lieu de travail fixe et 86,6 % avaient un lieu de travail fixe. Parmi les travailleurs ayant un lieu de travail fixe, 78,6 % travaillaient en ville, 14,7 % travaillaient ailleurs dans le comté, 5,2 % travaillaient ailleurs dans la province et 1,4 % travaillaient dans une autre province.

### Principaux secteurs
En 2006, on dénombrait 1,8 % des emplois dans l'agriculture, la pêche et les autres ressources, 4,5 % dans la construction, 6,0 % dans la fabrication, 5,4 % dans le commerce de gros, 12,7 % dans le commerce de détail, 6,0 % dans la finance et l'immobilier, 12,5 % dans la santé et les services sociaux, 6,3 % dans l'éducation, 22,7 % dans les services de commerce et 22,0 % dans les autres services.
Moncton doit son surnom de plaque tournante à sa position stratégique. La cité est en effet un point de passage ferroviaire et routier obligatoire pour se déplacer dans les Provinces maritimes. Son aéroport international est également important. La ville profite de sa population en grande partie bilingue pour développer son statut de capitale nationale de services de télémarketing et autres services téléphoniques.
Le siège social de la Caisse populaire Beauséjour, membre des Caisses populaires acadiennes, est situé sur la rue Saint-Georges. La caisse possède aussi une succursale sur la rue Morton et une autre à Fredericton, a un actif de 174 millions $ et compte 12 000 membres. Il y a aussi la Caisse populaire Notre-Dame de Grâce, sur la rue Churchill. La OMISTA Credit Union, membre de la Credit Union Central of New Brunswick, a son siège social sur le chemin Mountain. La caisse compte trois succursales en ville, une à Fredericton et une à Oromocto. Elle a un actif de plus de 232 millions $, compte plus de 10 000 membres et emploie plus de 80 personnes. Il y a aussi deux succursales de la Advance Savings Credit Union, basée à Riverview.
Entreprise Grand Moncton, membre du Réseau Entreprises Canada, a la responsabilité du développement économique. La cité compte un centre d'affaires de la Banque de développement du Canada.

## Administration

### Conseil municipal
Le conseil municipal est formé d'un maire, secondé par deux conseillers généraux et huit conseillers de quartiers. La cité est en effet divisée en quatre quartiers, comptant chacun deux conseillers, à des fins administratives.
Conseil municipal actuel
Le conseil municipal actuel est élu lors de l'élection quadriennale du 10 mai 2021.
| Mandat      | Fonctions               | Nom(s)                               |
| ----------- | ----------------------- | ------------------------------------ |
| 2021 - 2025 | Mairesse                | Dawn Arnold                          |
| 2021 - 2025 | Conseillers généraux    | Monique LeBlanc et Marty Kingston.   |
| 2021 - 2025 | Conseillers de quartier |                                      |
| 2021 - 2025 | #1                      | Shawn Crossman et Paulette Thériault |
| 2021 - 2025 | #2                      | Daniel Bourgeois et Charles Leger    |
| 2021 - 2025 | #3                      | Bryan David Butler et Dave Steeves   |
| 2021 - 2025 | #4                      | Paul Richard et Susan F. Edgett      |

| Mandat                                                                           | Fonctions               | Nom(s) |
| -------------------------------------------------------------------------------- | ----------------------- | --- |
| 2016 - 2021 (y compris prolongation d'une année à cause de la pandémie du Covid) | Mairesse                | Dawn Arnold |
| 2016 - 2021 (y compris prolongation d'une année à cause de la pandémie du Covid) | Conseillers généraux    | Greg Turner et Pierre Boudreau.                                                                                        |
| 2016 - 2021 (y compris prolongation d'une année à cause de la pandémie du Covid) | Conseillers de quartier | |
| 2016 - 2021 (y compris prolongation d'une année à cause de la pandémie du Covid) | #1                      | Shawn Crossman et Paulette Thériault                                                                                   |
| 2016 - 2021 (y compris prolongation d'une année à cause de la pandémie du Covid) | #2                      | Blair Lawrence et Charles Leger                                                                                        |
| 2016 - 2021 (y compris prolongation d'une année à cause de la pandémie du Covid) | #3                      | Robert McKee et Bryan David Butler                                                                                     |
| 2016 - 2021 (y compris prolongation d'une année à cause de la pandémie du Covid) | #4                      | Paul A. Pellerin et Susan F. Edgett (élue le 15 nov. 2016 pour remplacer René « Pepsi » Landry, décédé le 2 août 2016) |

| Mandat      | Fonctions               | Nom(s)                                 |
| ----------- | ----------------------- | -------------------------------------- |
| 2008 - 2012 | Maire                   | George LeBlanc                         |
| 2008 - 2012 | Conseillers généraux    | Kathryn M. Barnes, Pierre A. Boudreau. |
| 2008 - 2012 | Conseillers de quartier |                                        |
| 2008 - 2012 | #1                      | Steven Boyce, Paulette Thériault.      |
| 2008 - 2012 | #2                      | Merril Henderson, Nancy L. Hoar.       |
| 2008 - 2012 | #3                      | Daniel Bourgeois, Brian A. Hicks.      |
| 2008 - 2012 | #4                      | René (Pepsi) Landry, Paul A. Pellerin  |

|  | Indépendant | 1989-1998     | Léopold F. Belliveau |
|  | Indépendant | 1998-2004     | Brian Murphy         |
|  | Indépendant | 2004-2008     | Lorne Mitton         |
|  | Indépendant | 2008-2016     | George LeBlanc       |
|  | Indépendant | 2016-en cours | Dawn Arnold          |

### Représentation et tendances politiques
Moncton est membre de l'Association francophone des municipalités du Nouveau-Brunswick.
Moncton fait partie de la circonscription fédérale de Moncton—Riverview—Dieppe. Cette circonscription est représentée à la Chambre des communes du Canada par Ginette Petitpas Taylor, du Parti libéral du Canada. Moncton est représentée à l'Assemblée législative du Nouveau-Brunswick par six députés.
|                                      | Député                  | Parti                           |
| Arcadia-Butternut Valley-Maple Hills | Don Monahan             | Parti progressiste-conservateur |
| Champdoré-Irishtown                  | Lyne Chantal Boudreau   | Parti libéral                   |
| Moncton-Centre                       | Rob McKee               | Parti libéral                   |
| Moncton-Est                          | Alexandre Cédric Doucet | Parti libéral                   |
| Moncton-Nord-Ouest                   | Tania Sodhi             | Parti libéral                   |
| Moncton-Sud                          | Claire Johnson          | Parti libéral                   |

## Vivre à Moncton

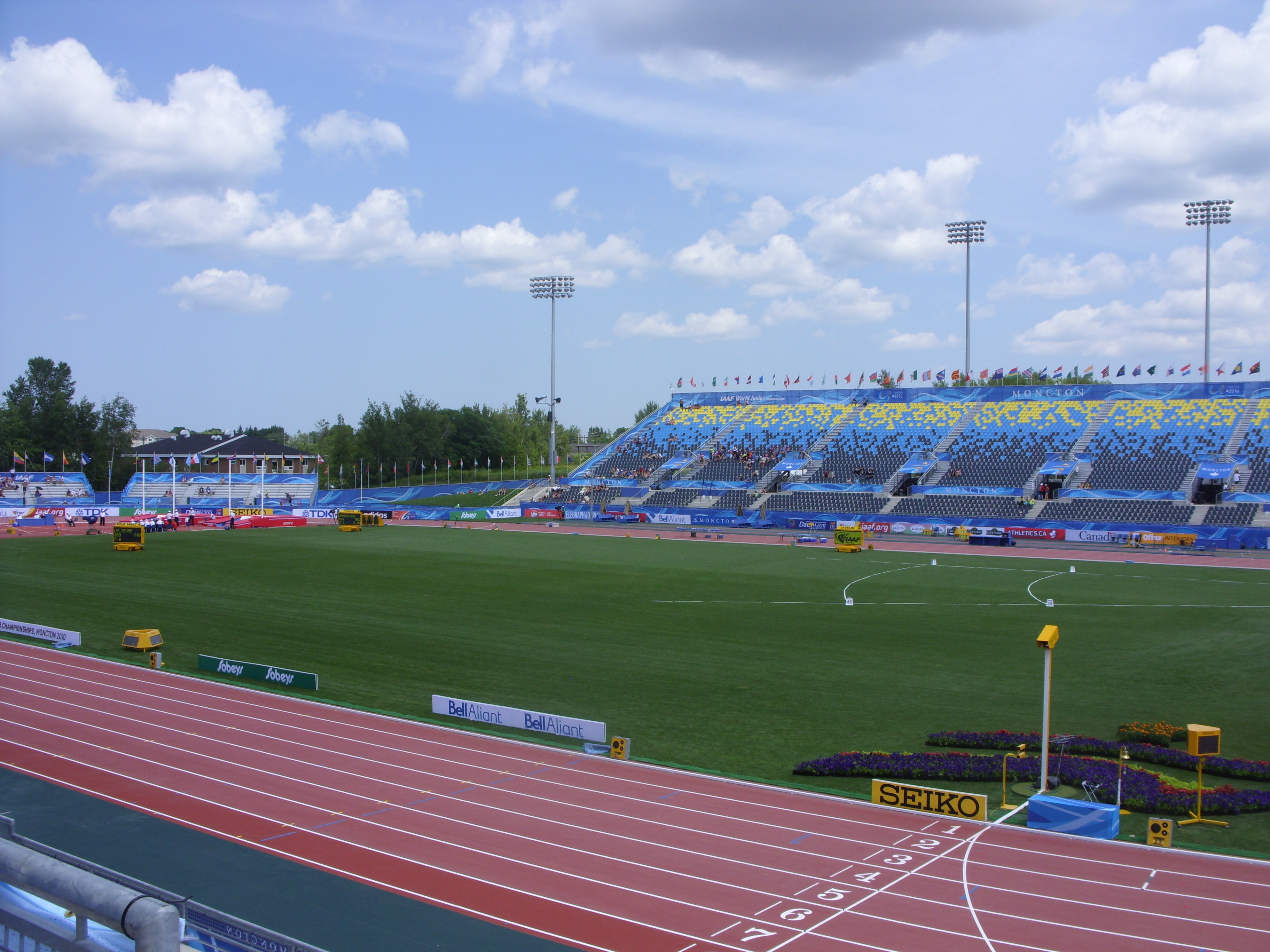
Stade Croix-Bleue Medavie.

### Éducation
Moncton est l'une des principales villes universitaires de la province. Les anglophones étudient en général dans d'autres villes[réf. nécessaire], mais Moncton offre un éventail de formations pour la population francophone. En plus de quelques écoles de formation professionnelle privée, Moncton compte deux campus du Collège communautaire du Nouveau-Brunswick, quatre collèges privés et quatre campus universitaires.

#### Bibliothèque
Moncton possède une bibliothèque publique bilingue, située dans le Centre Croix-Bleue.

#### Éducation primaire et secondaire
Les écoles francophones sont comprises dans le district scolaire francophone Sud. Moncton est le siège du district scolaire Anglophone East. Moncton était le siège du district scolaire 2 jusqu'à la réforme de 2012. Moncton possède six écoles francophones et 20 écoles anglophones.

#### Collèges publics
- Collège communautaire du Nouveau-Brunswick - Moncton (Anglais) : Le plus grand campus du réseau NBCC avec plus de 4000 étudiants. Il offre des formations dans plus de 30 différentes disciplines de technologie et de commerce.
- Collège communautaire du Nouveau-Brunswick - Dieppe (Français) : Compte plus de 2000 étudiants. Il offre des formations dans différentes disciplines de technologie et de commerce.

#### Collèges privés
- Atlantic Business College : Offre une variété de programme juridiques, paramédicaux et commerciaux.
- Moncton Flight College : Une des plus anciennes, des plus prestigieuses et des plus importantes écoles de pilotage du Canada.
- McKenzie College : Un institut d'arts visuels, spécialisée dans le graphisme, les médias numériques et l'animation.
- Oulton College : Le plus ancien collège privé du Nouveau-Brunswick, offre des programmes en affaires, sciences dentaires, pharmacie, médecine vétérinaire, soins des jeunes, techniques juridiques et paramédicales.

#### Universités
- Université de Moncton : La plus grande université francophone au Canada à l'extérieur du Québec compte presque 5000 étudiants.
- Université Crandall : Une institution chrétienne privée d'arts libéraux et de science, affiliée avec la Convention of Atlantic Baptist Churches et les Ministères baptistes canadiens. Des programmes sont offerts en arts, science, éducation, affaires et études religieuses.
- Université du Nouveau-Brunswick : UNB Moncton consiste en un campus des sciences de la santé situé à l'hôpital de Moncton. Des programmes sont disponibles en infirmerie et en radiologie.
- Université Mount Allison : Constamment classée comme l'une des meilleures au premier cycle au Canada. Mt. A est située à 25 minutes de route, dans la ville de Sackville. L'université compte plus de 2200 étudiants. Des programmes sont offerts en arts, en science, en commerce, en musique et en beaux-arts, en plus de programmes de maîtrise en biologie et en chimie. Mount Allison offre des cours complémentaires et de première année à Moncton et prévoit une affiliation formelle avec le Moncton Flight College pour permettre un baccalauréat en aviation.

### Santé
Deux hôpitaux sont implantés à Moncton. The Moncton Hospital (l'hôpital de Moncton) est l'établissement anglophone géré par le Réseau de santé Horizon. Il compte plus de 400 lits et est affilié à l'école de médecine de l'Université Dalhousie.
Le Centre hospitalier universitaire Dr-Georges-L.-Dumont, affilié à l'école de médecine de l'Université de Sherbrooke, est l'hôpital francophone, membre du Réseau de santé Vitalité. Il comprend un bâtiment principal offrant une gamme de soins généraux et spécialisés, le Centre d'oncologie Dr-Léon-Richard et l'Auberge Mgr-Henri-Cormier, accueille les patients en oncologie provenant de régions éloignées.
La Villa du repos et la Kenneth E. Spencer Nursing Home sont les deux foyers de soins agréés que compte Moncton.

### Médias

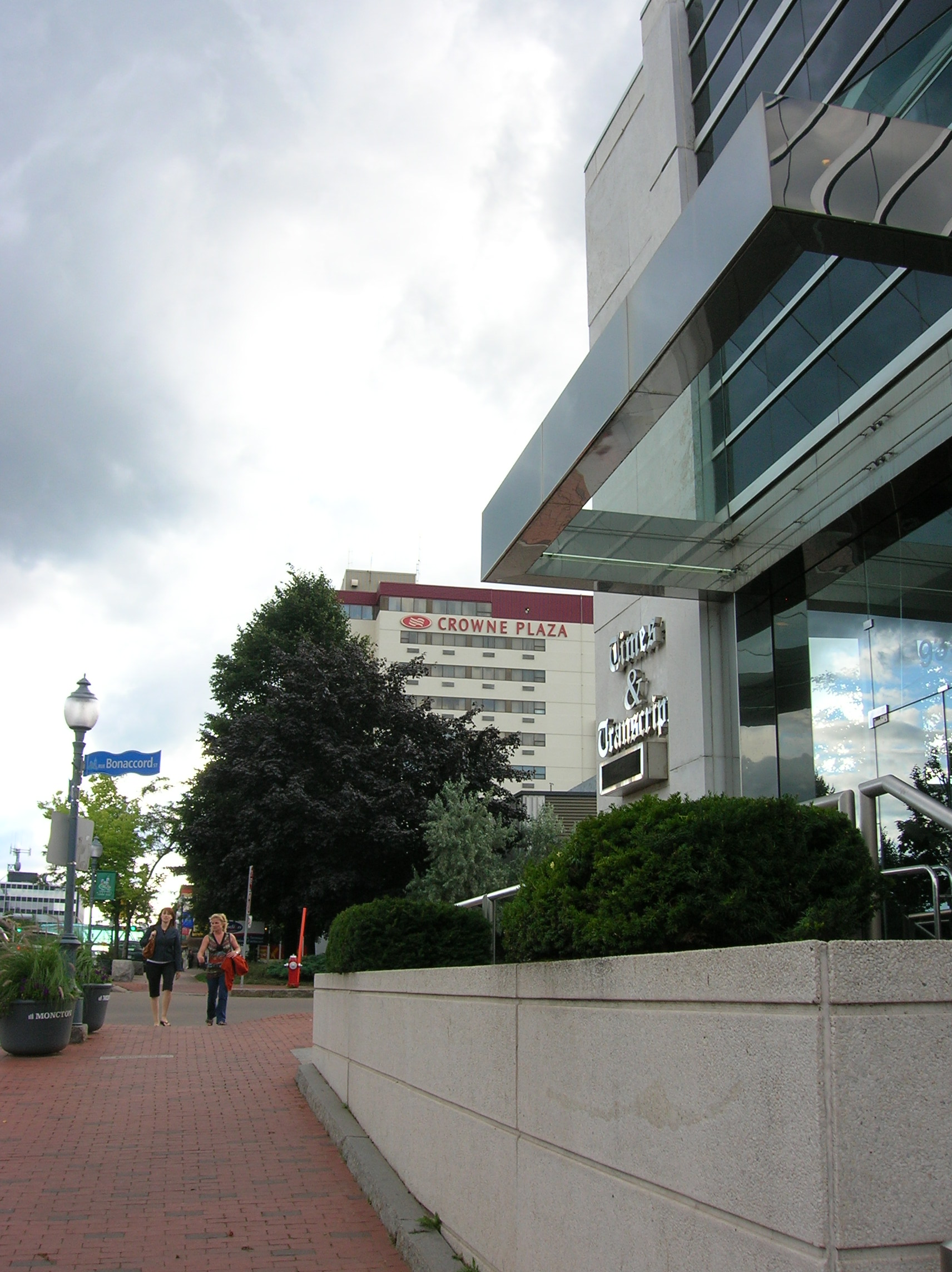
Siège social du Times & Transcript.

Le quotidien anglophone de Moncton est le Times & Transcript. Le Telegraph-Journal de Saint-Jean est aussi distribué en ville. Moncton compte aussi l'hebdomadaire Here, qui traite de l'actualité culturelle.
Moncton est aussi desservi par le quotidien francophone L'Acadie nouvelle, publié à Caraquet ainsi que par l'hebdomadaire L'Étoile, de Dieppe, et Le Moniteur acadien, de Shédiac.
Le siège central de Radio-Canada Acadie est à Moncton depuis 1954, et sur la rue Main depuis 2015. Lieu de tournage du Téléjournal Acadie, qui dessert la population francophone des Provinces de l'Atlantique, le diffuseur produit aussi des émissions radio et du contenu web local. Le même édifice héberge une succursale locale de CBC New Brunswick.
L'Université de Moncton a également ses médias, avec le journal Le Front et la radio CKUM, 93.5 FM.

### Sport et parcs
Le Colisée de Moncton a été le site du tournoi de la Coupe Memorial en mai 2006. L'équipe locale, les Wildcats de Moncton de la Ligue de hockey junior Maritimes Québec a perdu la finale du tournoi face aux Remparts de Québec. La cité accueillie les Championnats du monde juniors d'athlétisme 2010 du 19 au 25 juillet 2010.
La ville de Moncton est une des six villes-hôtes de la Coupe du monde de football féminin 2015 et une des quatre villes-hôtes de la Coupe du monde de football féminin des moins de 20 ans 2014. Les matchs sont joués au stade de Moncton (maintenant le stade Croix-Bleue Medavie).
| Club                    | Sport                                    | Ligue       | Lieu                                                      | Établissement | Championnats                                                                           |
| ----------------------- | ---------------------------------------- | ----------- | --------------------------------------------------------- | ------------- | -------------------------------------------------------------------------------------- |
| Wildcats de Moncton     | hockey                                   | LHJMQ (LCH) | Centre Avenir                                             | 1996          | 1 - Coupe du président (LHJMQ) finalistes à la Coupe Memorial 2006 (LCH)               |
| Fisher Cats de Moncton  | baseball                                 | NBSBL       | Parc Kiwanis                                              | années 1980   | 7 - NBSBL 1 - Canadian Senior Champ.                                                   |
| Aigles Bleus de Moncton | hockey (H/F) soccer (H/F) volleyball (F) | AUS (CIS)   | Aréna Jean-Louis-Lévesque Stade Croix-Bleue Medavie. CEPS | 1964          | Men's Hockey - 11 (AUS), 4 (CIS) Women's Hockey - 1 (AUS) Women's Volleyball - 5 (AUS) |

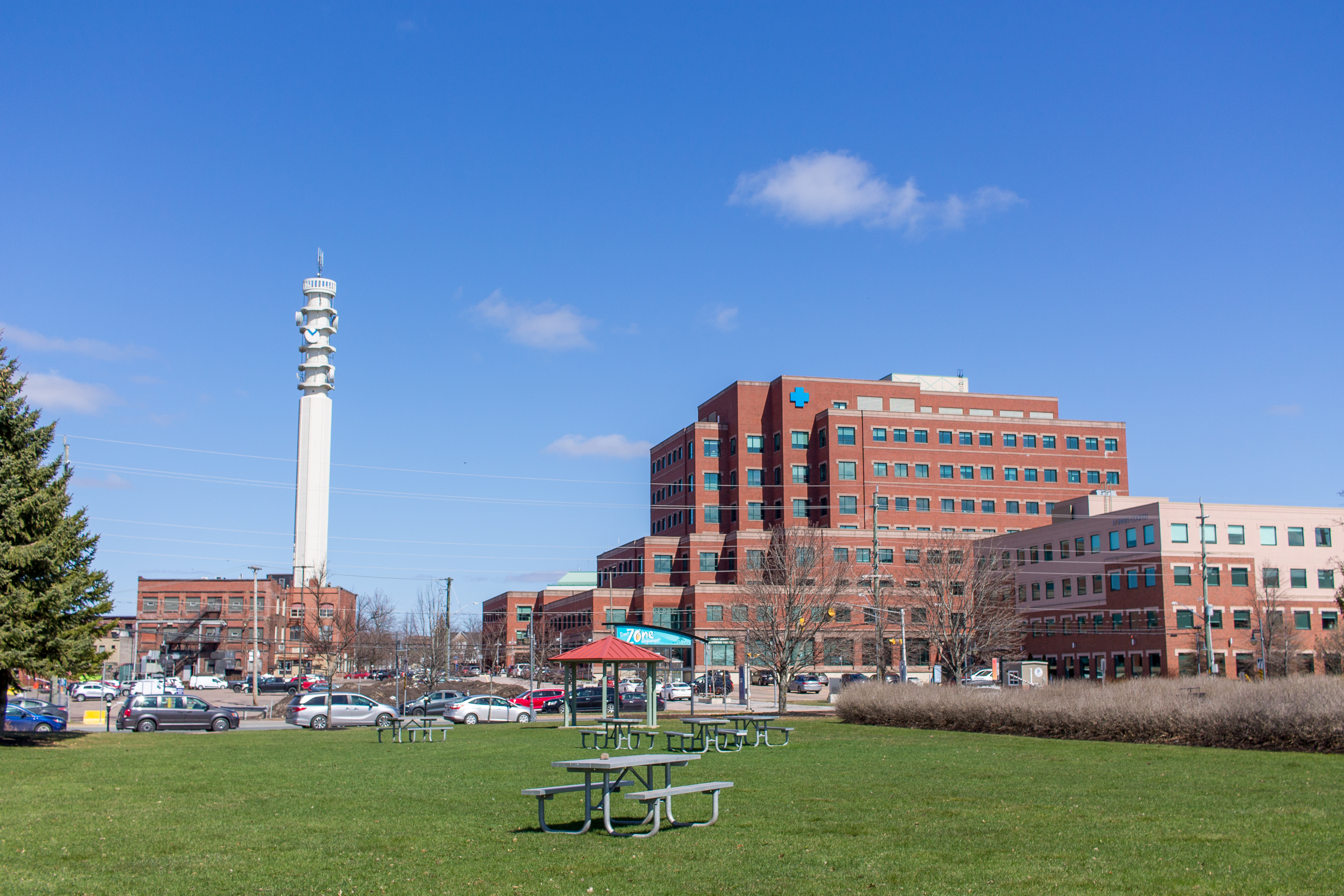
Le parc Riverain au centre-ville de Moncton.

La ville bénéficie de deux parcours de golf de 18 trous, soit le club de golf de la Côte-Magnétique ainsi que le club de golf Royal Oaks, conçu par l'architecte Rees Jones. De nombreux autres terrains sont situés dans la région. Le parc du Centenaire joui d'une plage artificielle d'eau douce, surveillée. Un nouveau colisée doit être construit pour un coût d'environ 100 millions $ sur le site de l'actuel Highfield Mall, qui doit fermer ses portes à l'automne 2012.

### Forces armées canadiennes
À l'exception des unités de milice créées localement, l'armée n'avait aucune présence significative dans la région de Moncton jusqu'au début de la Seconde Guerre mondiale. En 1940, la BFC Moncton (une base de ravitaillement) fut construite sur un embranchement du chemin de fer au nord du centre-ville, près des ateliers du CN. Cette base triait le matériel à destination de l'Europe pour l'effort de guerre et servait également de principale base de ravitaillement pour l'armée dans les Maritimes. De surcroît, deux bases du Commonwealth Air Training Plan furent bâties dans la région de Moncton durant le conflit. Une base d'écoute navale fut construite à Coverdale (Riverview), afin de détecter les U-boot dans l'Atlantique Nord. Les opérations aériennes militaires prirent fin vers la fin de la guerre et la base navale fut abandonnée, toutefois la BFC Moncton continua à ravitailler l'armée dans les Maritimes jusqu'à la fin de la Guerre froide.
Un navire de défense côtière, le NCSM Moncton (MM 708), arbore le nom de la ville.

### Religion

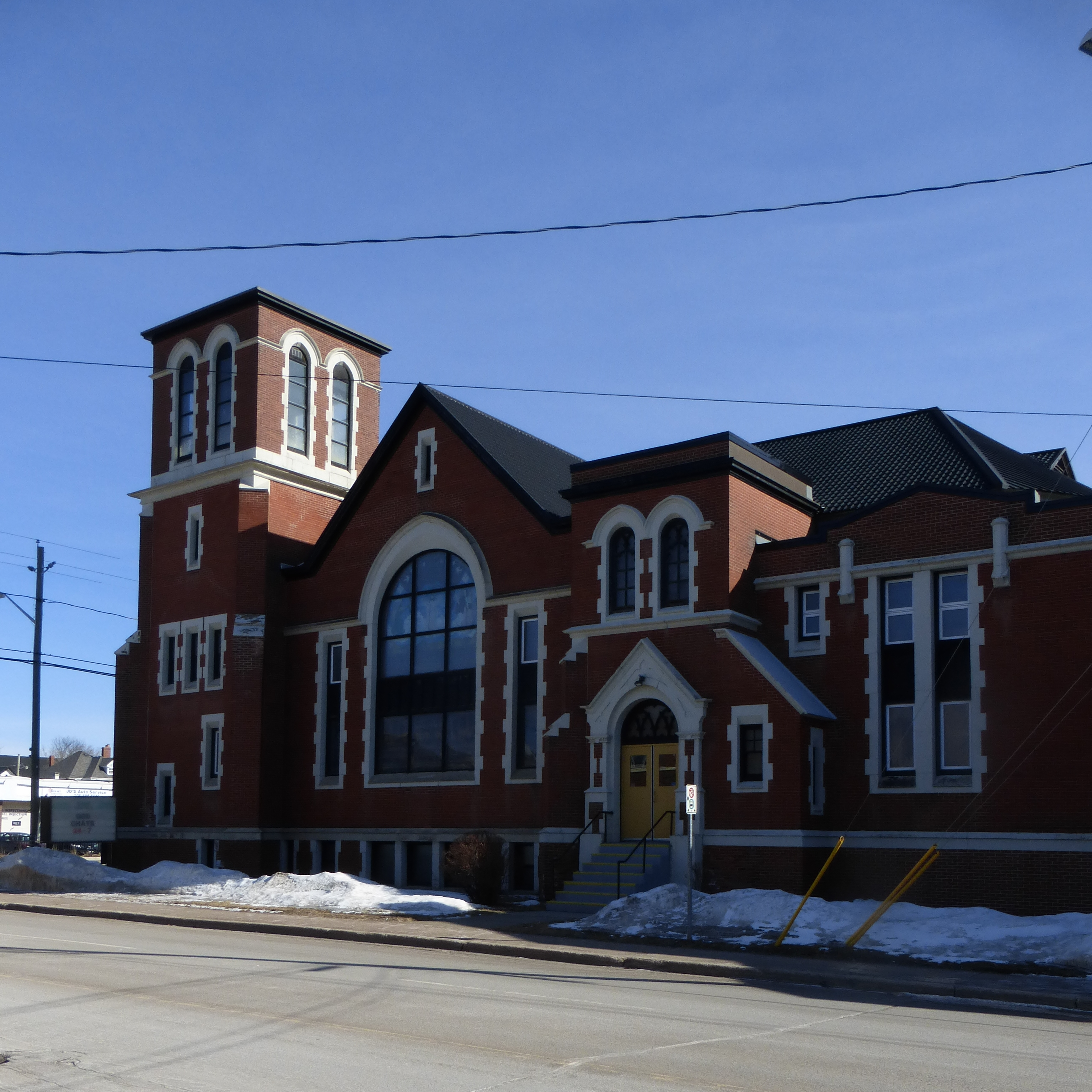
Bâtiment de la Highfield Baptist Church.

C'est dans cette ville qu'est situé l'archidiocèse métropolitain de Moncton de l'Église catholique avec sa cathédrale Notre-Dame-de-l'Assomption.
Moncton est le siège de l'archidiaconé de Moncton, qui regroupe toutes les paroisses anglicanes du sud-est de la province. Il dépend du diocèse anglican de Fredericton et il compte un seul doyenné, le doyenné de Shédiac.
La prière est toujours récitée au conseil municipal.
Au niveau chrétien évangélique, il y a par exemple, la Highfield Baptist Church, affiliée aux Canadian Baptists of Atlantic Canada, une région des ministères baptistes canadiens.

### Eau, énergie et communications
Moncton partage son aqueduc avec Dieppe et Riverview. L'eau est fluorée depuis les années 1960, ce qui est sujet à débat. Moncton compte un bureau régional d'Énergie NB. Il y a cinq bureaux de postes et comptoirs postaux.

## Culture

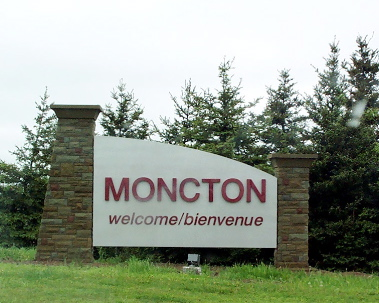
Affiche bilingue de la Ville de Moncton. Il n'en fut pas toujours ainsi.

Située au cœur de la zone de peuplement acadien, Moncton héberge une active population francophone (40 %), dont plusieurs parlent le chiac, une variante populaire du français acadien comprenant de nombreux mots anglais.
D'autres institutions culturelles, dont le Centre culturel Aberdeen et le Théâtre Capitol constituent des lieux de création artistique et de diffusion majeurs pour l'ensemble des Acadiens du Nouveau-Brunswick et des provinces Atlantiques. En théâtre, on retrouve le Théâtre l'Escaouette et Moncton Sable qui sont des compagnies de théâtre acadien.
Le Centre culturel Aberdeen héberge la Galerie Sans Nom, la Galerie 12, le Centre d'estampe Imago, le Festival international du cinéma francophone en Acadie, les productions Phare-Est, le Regroupement des artistes cinéastes de la francophonie canadienne et plusieurs ateliers d'artistes visuels.

### Événements majeurs
Depuis 1987, le Festival international du cinéma francophone en Acadie propose une programmation de films de fiction, documentaires et projets d'arts médiatiques en provenance de l'ensemble des pays de la Francophonie .
Moncton en association avec huit autres villes du sud-est du Nouveau-Brunswick ont accueilli, en août 1994, le 1er Congrès mondial acadien. La manifestation a regroupé plus de 200 000 membres de la diaspora acadienne. Cet événement a permis aux descendants des Acadiens dispersés au Canada, aux États-Unis, en France et ailleurs, de renouer et entretenir les liens qui les unissent. Le Grand Dérangement (Déportation des Acadiens de 1755) ayant brisé cette grande communauté.
Près d'une quarantaine de chefs d'État et de gouvernement ont participé au VIIIe Sommet de la Francophonie, du 3 au 5 septembre 1999. Ces assises biennales de la Organisation internationale de la francophonie constituent la plus grande conférence de l'histoire au Canada atlantique.
Chaque mois d'avril depuis l'année 2000, se déroule le Frye Festival, le plus grand festival littéraire organisé au Canada Atlantique. Il rassemble des auteurs francophones et anglophones du monde entier. Ce festival a été initié en hommage au chercheur Northrop Frye.
Le festival des fruits de mer de l'Atlantique a lieu au mois d'août.

### Architecture et monuments

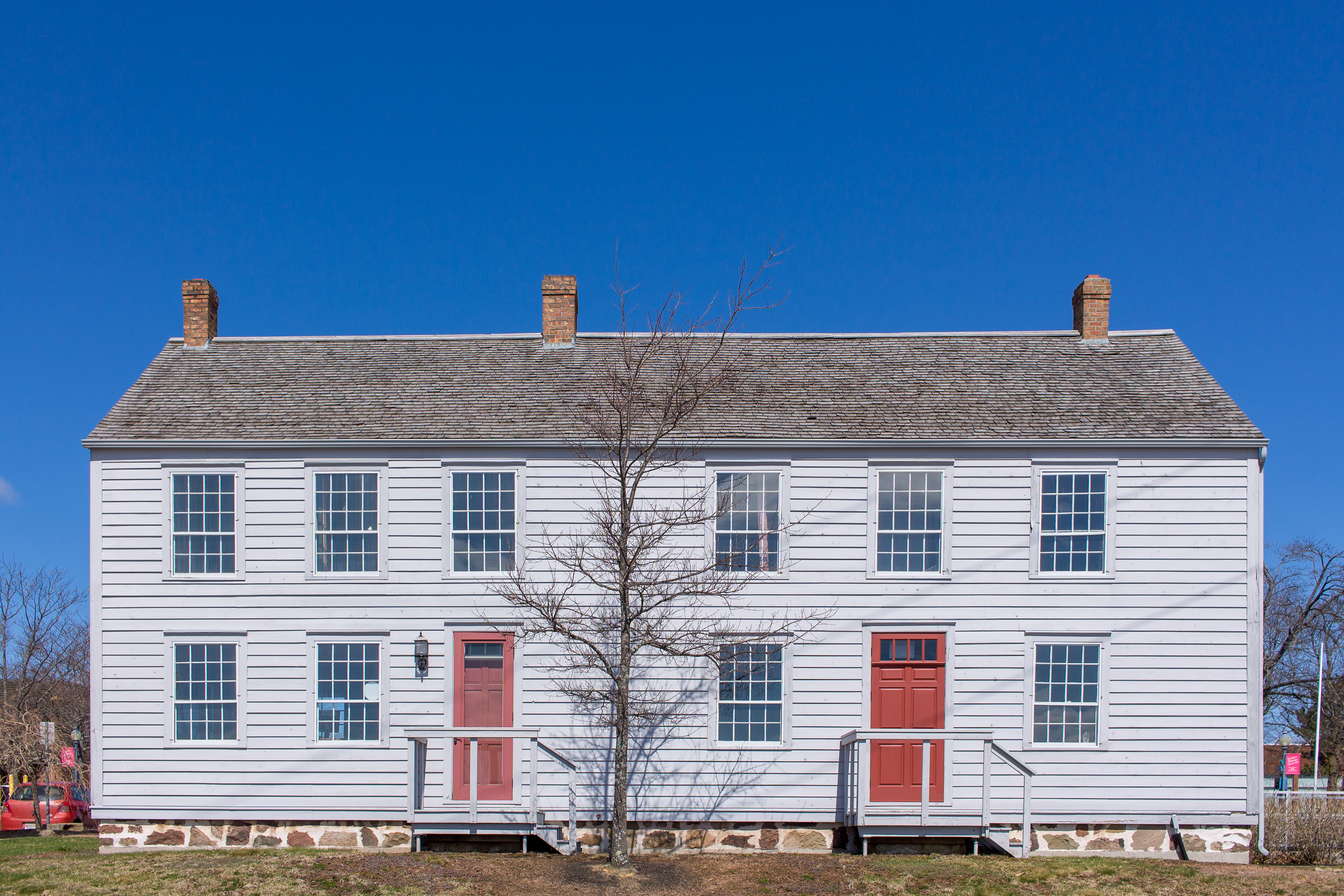
La Maison Treitz vu depuis le sentier Riverain.

L'Immeuble Wood, la Maison Kielor et le Théâtre Capitol sont des sites historiques provinciaux. Un pont couvert est situé à la Côte magnétique. Il fut construit en 1983 et mesure 17,5 mètres de long. La Maison Treitz est un édifice patrimonial construit vers 1769 et qui est converti en un centre d'information touristique durant l'été Le temple libre de Moncton est le seul édifice reconnu lieu historique national du Canada de la ville.
Il y a deux attractions de bord de route à Moncton: l'ancre du HMS Magnificent et un aimant géant, à la Côte Magnétique.

### Musées
Le Musée acadien et le musée de Moncton sont les principales venues culturelles de la ville. Le vignoble Magnetic Hill est ouvert au public.
La Cathédrale Notre-Dame-de-l'Assomption est aussi le lieu d'un centre d'interprétation le MR21 - Cathédrale numérique.

### Personnalités

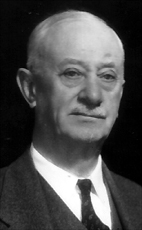
Le premier ministre Clifford William Robinson.

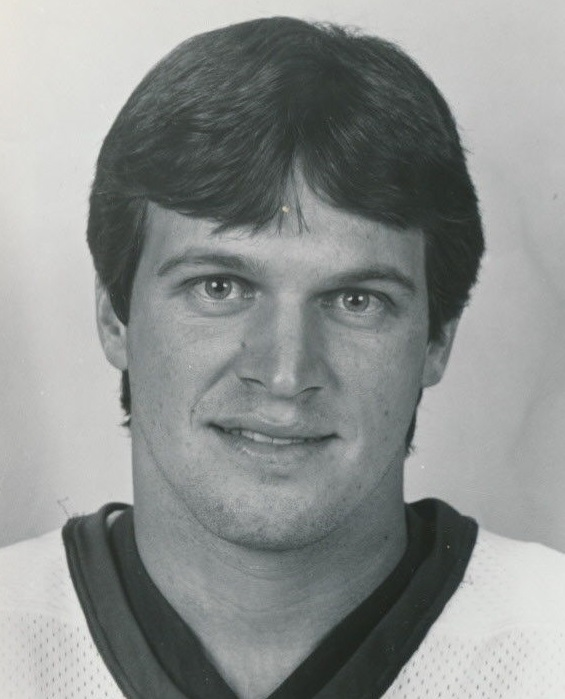
Le joueur de hockey Roland Melanson.

- Raymonde April (1953- ), photographe, née à Moncton ;
- Guy Arsenault (1954-2023), poète et peintre, né à Moncton ;
- Richard Bowness (1955- ), joueur de hockey, né à Moncton ;
- Claudette Bradshaw (1949-2022), directrice et femme politique, née à Moncton ;
- Derek Cormier (1973- ), joueur de hockey sur glace, né à Moncton ;
- France Daigle (1953- ), romancière acadienne
- Michael de Adder (1967- ), caricaturiste et dessinateur de presse, né à Moncton ;
- Ronald Després (1935- ), musicien, poète et traducteur, né à Moncton ;
- Holly Dignard (1979- ), actrice, née à Moncton ;
- Ed Doherty (1949- ), homme politique, né à Moncton ;
- Julie Doiron (1972- ), chanteuse, née à Moncton ;
- Gordie Drillon (1913-1986), joueur de hockey, né à Moncton ;
- Allison Dysart (1880-1962), premier ministre du Nouveau-Brunswick, mort à Moncton ;
- Bruce Fitch, homme politique, né à Moncton ;
- René-Arthur Fréchet (1877-1950), architecte, mort à Moncton ;
- Northrop Frye (1912-1991), critique littéraire, a grandi à Moncton ;
- Leonard Jones (1924-1998), avocat et homme politique, né à Moncton ;
- William Moore Kelly (1827-1888), homme d'affaires et homme politique, né à Moncton ;
- Valentin Landry (1844-1919), journaliste, mort à Moncton ;
- Olivier-Maximin Melanson (1854-1926), homme d'affaires et homme politique, mort à Moncton mais inhumé à Shédiac ;
- Roland Melanson (né en 1960), gardien de but et entraîneur au hockey, né à Moncton ;
- Brian Murphy (1961 - ), homme politique, né à Moncton ;
- James Alexander Murray (1864 - 1960), premier ministre du Nouveau-Brunswick, né à Moncton ;
- Annie France Noël (1987-), artiste visuelle, est née à Moncton ;
- Ivan Rand (1884-1969), avocat, politicien, juge à la Cour suprême du Canada, né à Moncton ;
- Clifford William Robinson (1866-1944), premier ministre du Nouveau-Brunswick, né à Moncton ;
- Roméo Savoie (1928-2023), architecte, peintre et écrivain, né à Moncton ;
- Harry Scott (1887-1954), joueur de hockey sur glace, né à Moncton ;
- Marie-Jo Thério (1965-), musicienne et actrice, née à Moncton ;
- Clarence Veniot (1886-1977), homme politique, né à Moncton ;
- Robb Wells (1971- ), acteur et scénariste, né à Moncton.

### Langues

Proportion d'habitants déclarant le français comme langue la plus parlée à la maison lors du recensement de 2016 par section d'agglomération.

Selon la Loi sur les langues officielles du Nouveau-Brunswick, Moncton est officiellement bilingue puisque c'est une obligation pour les cités, peu importe la proportion de francophones ou d'anglophones. En 2012, la ville s'est dotée d'un plan d'action sur l'affichage bilingue. La même année, selon Radio-Canada, 22 % des commerces ont une description bilingue, 10 % affichent leurs heures d'ouverture dans les deux langues officielles et 4 % ont des affiches ouvert/fermé bilingues.

### Moncton dans la culture
De nombreuses œuvres sont dédiées à la ville ou la mentionnent, telles que la chanson Rue Dufferin du groupe 1755. En 1882, l'écrivain Oscar Wilde donne une conférence à Moncton mais un policier lui donne une ordonnance à la suite d'un litige entre des commanditaires, ce qui lui fera écrire : « The whole thing illustrates the illegality of most laws and the immorality of most moral institutions ».

### Jumelages
- Lafayette (États-Unis) (depuis 1972)[89]
- Parme (Italie)